# It's okay to be white

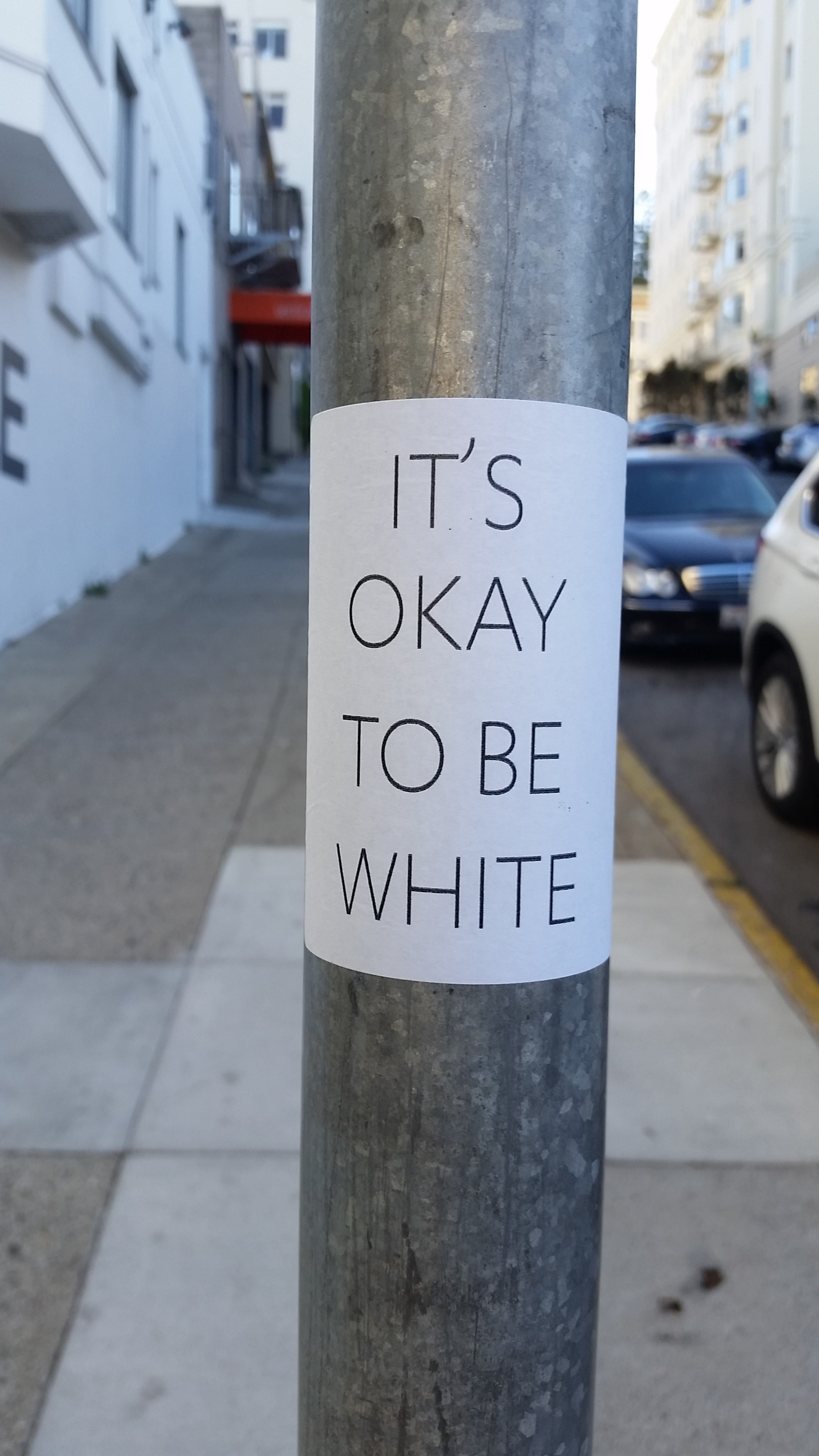
Um cartaz contendo a frase "It's okay to be white"

It's okay to be white (em português: "não tem problema ser branco") é um slogan baseado em uma imageboard do fórum estadunidense 4chan em 2017, como uma prova de que uma "mensagem inofensiva" causaria uma reação dos meios de comunicação. Cartazes e adesivos contendo a frase "Não há problema em ser branco" foram colocados em ruas nos Estados Unidos, Canadá, Nova Zelândia, Austrália e Reino Unido. O slogan foi divulgado pelo apresentador da Fox News Tucker Carlson e por grupos racistas, incluindo neonazistas e supremacistas brancos.